# Zaza Janashia
Zaza Janashia, altresì citato come Zaza Dzhanashia (in georgiano ზაზა ჯანაშია?; in russo Заза Зурабович Джанашия?, Zaza Zurabovič Džanašija; Zugdidi, 10 febbraio 1976), è un ex calciatore georgiano, di ruolo attaccante.

## Statistiche

### Cronologia presenze e reti in Nazionale
| Cronologia completa delle presenze e delle reti in nazionale ― Georgia | Cronologia completa delle presenze e delle reti in nazionale ― Georgia | Cronologia completa delle presenze e delle reti in nazionale ― Georgia | Cronologia completa delle presenze e delle reti in nazionale ― Georgia | Cronologia completa delle presenze e delle reti in nazionale ― Georgia | Cronologia completa delle presenze e delle reti in nazionale ― Georgia | Cronologia completa delle presenze e delle reti in nazionale ― Georgia | Cronologia completa delle presenze e delle reti in nazionale ― Georgia |
| Data                                                                   | Città                                                                  | In casa                                                                | Risultato                                                              | Ospiti                                                                 | Competizione                                                           | Reti                                                                   | Note                                                                   |
| ---------------------------------------------------------------------- | ---------------------------------------------------------------------- | ---------------------------------------------------------------------- | ---------------------------------------------------------------------- | ---------------------------------------------------------------------- | ---------------------------------------------------------------------- | ---------------------------------------------------------------------- | ---------------------------------------------------------------------- |
| 7-6-1997                                                               | Batumi                                                                 | Georgia                                                                | 2 – 0                                                                  | Moldavia                                                               | Qual. Mondiali 1998                                                    | -                                                                      |                                                                        |
| 30-5-1998                                                              | Tbilisi                                                                | Georgia                                                                | 1 – 1                                                                  | Russia                                                                 | Amichevole                                                             | 1                                                                      |                                                                        |
| 5-9-1998                                                               | Tbilisi                                                                | Georgia                                                                | 1 – 0                                                                  | Albania                                                                | Qual. Euro 2000                                                        | -                                                                      |                                                                        |
| 27-3-1999                                                              | Tbilisi                                                                | Georgia                                                                | 1 – 1                                                                  | Slovenia                                                               | Qual. Euro 2000                                                        | 1                                                                      |                                                                        |
| 28-4-1999                                                              | Tbilisi                                                                | Georgia                                                                | 1 – 4                                                                  | Norvegia                                                               | Qual. Euro 2000                                                        | 1                                                                      |                                                                        |
| 2-2-2000                                                               | Larnaca                                                                | Georgia                                                                | 2 – 0                                                                  | Slovacchia                                                             | Torneo Internazionale di Cipro                                         | -                                                                      |                                                                        |
| 4-2-2000                                                               | Larnaca                                                                | Georgia                                                                | 1 – 1                                                                  | Romania                                                                | Torneo Internazionale di Cipro                                         | -                                                                      |                                                                        |
| 6-2-2000                                                               | Limassol                                                               | Armenia                                                                | 1 – 2                                                                  | Georgia                                                                | Torneo Internazionale di Cipro                                         | 1                                                                      |                                                                        |
| 28-3-2001                                                              | Tbilisi                                                                | Georgia                                                                | 0 – 2                                                                  | Romania                                                                | Qual. Mondiali 2002                                                    | -                                                                      |                                                                        |
| Totale                                                                 |                                                                        | Presenze                                                               | 9                                                                      |                                                                        | Reti                                                                   | 4                                                                      |                                                                        |

## Palmarès
- Coppa di Russia: 4

Lokomotiv Mosca: 1995-1996, 1996-1997, 1999-2000, 2000-2001
- Coppa di Georgia: 1

Lok'omot'ivi Tbilisi: 2001-2002